# Емил Наумов
Емил Георгиев Наумов (на френски: Émile Naoumoff; на английски: Emile Naoumoff) е български музикант – пианист, композитор, музикален педагог. Френски възпитаник.

## Биография
Емил Наумов е роден в София на 20 февруари 1962 г. в семейството на интелектуалци с интереси към музиката. Дядо му е известният художник Владимир Наумов (1897 – 1947), а баба му Свобода е преподавател по солфеж. Баща му Георги Наумов е известен професор рентгенолог, свирил на обой, цигулка и акордеон, автор на музикални школи по акордеон. Музикалните заложби на детето проличават на 5-годишна възраст. Родителите му го насочват към неговата първа учителка по пиано Лиляна Панайотова. Импровизаторските му способности правят силно впечатление на композитора Парашкев Хаджиев и музикалния педагог Константин Станкович. По техен съвет неговият баща взема решение да представи детето за прослушване на известната френска музикална педагожка Надя Буланже. Тя е силно впечатлена и на осемгодишна възраст през 1970 г. Наумов става последния неин ученик наравно със 17-20-годишни студенти в Американската консерватория във Фонтенбло. Буланже се изказва ласкаво за него: „Той е подаръкът на моята старост“. Учи композиция при нея до смъртта ѝ през 1979. Работата с Буланже му осигурява възможността да се запознае и работи с известни музиканти на 20 век като Клифорд Кързън, Игор Маркевич, Роберт и Габи Казадесю, Никита Магалов, Жан Франсе, Ленард Бърнстейн, Солима Стравински, Арам Хачатурян, Йехуди Менухин, Святослав Рихтер и др.
Първият му публичен рецитал в чужбина е на 8 години в зала „Пиемонтеза“ в Рим. В самостоятелната програма на Наумов са включени Бетовен, Йохан Себастиан Бах, Шуман, Владигеров, Роселини и негови собствени композиции.
Първият му концерт за пиано и струнен оркестър е композиран през 1971 на 9-годишна възраст. Световната премиера е осъществена в авторско изпълнение в парижката зала „Полиняк“ през 1972 г. под диригентската палка на Йехуди Менухин. Оттогава започва и активната концертна и композиторска дейност на Емил Наумов по световните сцени – Берлин, Амстердам, Хага, Мюнхен, Щутгарт, без да прекъсва обучението си.
Учи пиано през 1971 – 1978 г. в Американската консерватория във Фонтенбло при Габи Казадезю, Клифорд Кързън, Никита Магалов и дирижиране при Игор Маркевич. Завършва Висшата национална музикална консерватория в Париж (1985) и Екол нормал дьо мюзик (1987) в класа по дирижиране на Пиер Дерво. Професор по композиция и камерна музика в Американската консерватория във Фонтенбло, професор по пиано в Парижката висша национална консерватория. Oт 1998 г. е редовен професор по пиано и музикален анализ в Университета Индиана в Блумингтън, щата Индиана, САЩ. През 1981 г. на 19-годишна възраст влиза в списъка „Стоте композитори на века“ на музикалния издател Шот, Майнц, Германия като най-младия композитор за времето си и издава композициите му (над 40). В плакат на издателството с портрети на най-големите композитори на 20 век Емил Наумов е в компанията на Игор Стравински, Сергей Прокофиев, Бенджамин Бритън. Развива успешна кариера на пианист с международно признание. Работил е с музиканти като Жан Франсе, Ленард Бърнстейн, Йехуди Менухин, Мстислав Ростропович. След смъртта на Надя Буланже Емил поема обучението на някои от нейните класове по време на летните сесии на Американската консерватория във Фонтенбло, на която тя е била съоснователка през 1921 г. Като солиращ пианист Емил Наумов прави изключителни изпълнения на концерта от Едвард Григ с филхармонията на Лос Анжелис в зала „Холивуд Боул“, както и изпълнение на версията му за пиано и оркестър на „Картини от една изложба“ на Модест Мусоргски с Националния симфоничен оркестър в Кенеди център, Вашингтон, под диригентската палка на Ростропович.
Репутацията на Наумов като виртуоз на пианото датира от 1984 г. когато замества внезапно заболял пианист, изпълнявайки първия концерт за пиано на Чайковски в Монте Карло.
Канен е като солист на оркестри като филхармониите на Лос Анджелис, Берлин, Виена, Сан Франциско, Вашингтон, Москва, оркестърът на Радио Франс, Камерата Берн, NHK. Работи с диригенти като Ленард Бърнстейн, Игор Маркевич, Леонар Сладкин, Мстислав Ростропович, Елиаху Инбал и др. Сътрудничи си с музиканти като Жан-Пиер Рампал, Джерард Сузей, Йо-Йо Ма, Гари Хофман, Оливие Шарлие, Патрис Фонтанароса, Регис Паскуе, Филип Графин, Филип Бернолт, Джерард Гусе, Джейн Ферандис, Доминик де Виленкурт, Fine Arts Quartet. Участвал е в музикални фестивали като семинарите на Йехуди Менухин „Приятели на камерната музика“ в Сан Франциско, майсторски класове в Сантандер, Академичен фестивал във Вербие, резиденциите на консерваторията в Барселона ESMUSIC.
През 1996 г. в памет на Надя Буланже основава и става пръв артистичен директор на Международната лятна академия за музика в Chateau de Rangiport в Гарженвил, Франция. Целта на академията е да открива и развива млади таланти от цял свят. Води майсторски класове по пиано в Япония, Франция, САЩ, Испания. Изнася рецитали и концерти в Европа, САЩ, Азия, Южна Америка.
В България изнася концерти през 1974/1975 със Софийската филхармония в концертна зала „България“, когато свири своя първи концерт за пиано и първи концерт за пиано от Моцарт под палката на Иван Маринов и на 28 декември 2005 в НДК, изпълнявайки първия концерт за пиано и оркестър на Чайковски с оркестъра на БНР, дирижиран от Росен Миланов.
Поддържа свой видео канал с импровизации за пиано в YouTube. От брака си с американската фаготистка Катрин Маркезе има син Владимир и дъщеря Надя.

## Творчество
Автор е на над 60 опуса. По-важните от тях са:

Музикално-сценични
- „Чудото и детето“ комична камерна опера (1975)

Камерна музика
- Възторжено трио (L‘elan Trio) за пиано, цигулка и виолончело (1974)
- Дивертименто за обой и пиано (1978)
- 3 пиеси за 2 цигулки и пиано (1981)
- Струнен квартет (1988)
- Соната за виола и пиано (2001)

За флейта и пиано
- Малка сюита
- 3 детски пиеси (1984)

За фагот и пиано
- 3 елегии
- Импресия
- Кантилена (1990)

За пиано
- „Музика за двама“ за 2 пиана (1976)
- „Светът в музиката на едно дете“ (1979)
- 12 пиеси (1980)
- Соната (1981)
- „Безизходица“ (1981)
- Сюита „Върху името на Бах“ (1986)
- 4 прелюда; 13 анекдота (1991)
- Рапсодия (1995)
- „Валс за Надя“  пиано на четири ръце (1997)
- Рефлексии (1998)
- 3 химнопедии (1999)

Вокална музика
- 4 песни за глас и пиано по текстове на Пиер дьо Ронсар и Пол Валери (1976)

За орган
- Фантазия (1987)

Хорова музика
- „Свещен концерт“ за пиано и смесен хор по латински текстове (2000)

Хорово-оркестрова
- Концертна оратория за пиано,3 хорови ансамбъла и симфоничен оркестър (1974)

За симфоничен оркестър
- Симфониета-концертанте „Картините на моя дядо“ (1973)
- Симфонична поема „България 1300“ (1976)
- Капричио „Уловени мигове“ (1978)

Концерти за пиано
- №1 за пиано, струнен оркестър и 4 тимпана (1972)
- №2 за пиано и симфоничен оркестър (1989)

За цигулка и симфоничен оркестър
- Концерт за цигулка „В памет на Надя Буланже“ (1988)
- Триптих

## Дискография
Всичките му произведения са издадени на над 43 самостоятелни CD от музикални издателства по цял свят.
Има над 52 CD като пианист от издателства като Wego-Schott, Orfeo, Naxos, Gega New и др. Между основните записи на Наумов преобладава френска музика:
- Всички ноктюрни на Габриел Форе
- Всички произведения за пиано на Франсис Пуленк
- Химнопедиите на Ерик Сати
- Албум с музика за пиано на Габриел Дюпон
- Всички клавирни сонати на Йохан Кристиан Бах
- Добре темперираното пиано на Йохан Себастиан Бах
- Преработка на Картини от една изложба на Модест Мусоргски в концерт за пиано и оркестър,
- Преработка за пиано на Реквием от Габриел Форе

## Награди
- 1980 г. Mузикалното издателство „Шот“ обявява Емил Наумов за най-младия композитор и тиражира композициите му (40) по цял свят.
- 1994 г. Oбявен за музикант на годината на Франция.
- 1994 г. Носител на медала на Париж.
- 1994 г. Две награди за композиция на френската академия за изящно изкуство.
- 1996 г. Удостоен с медал „Иван Вазов“.[3][4]